# Continue (SEAMOの曲)
「Continue」（コンティニュー）は、SEAMOの11枚目のシングル。

## 解説
- 前作「Honey Honey feat. AYUSE KOZUE」から約4ヶ月ぶりのリリースとなる[1]。
- 11thシングルとして[2]、2008年10月15日にBMG JAPANより発売[3]。
- 初回限定盤には「Continue」のPV＋ジャケット＆PVメイキング映像を収録[3]。

## 収録曲
1. Continue
作詞：Naoki Takada　作曲：Naoki Takada & Shintaro“Growth”Izutsu　編曲：Shintaro“Growth”Izutsu & Takahito Eguchi
読売テレビ・日本テレビ系ドラマ『夢をかなえるゾウ』主題歌[4]。彼にとって初のドラマタイアップとなる。
エドワード・エルガーの「威風堂々」第1番をモチーフにしている[5]。
2. 乾布摩擦
作詞：Naoki Takada　作曲：Naoki Takada & Satoru Suzuki　編曲：Satoru Suzuki
三味線を使用したナンバー。
3. TOKAI SUMMIT LIVE MIX （ラップの花道～Fly Away～天狗～祭りのテーマ～）
2008年7月26日にナガシマスパーランドで行われた「TOKAI SUMMIT 08」でのライブ音源が収録されている。
4. Continue (instrumental)
5. 乾布摩擦 (instrumental)